# Leila Rajabi
Leila Rajabi (persisch لیلا رجبی; * 18. April 1983 in Wizebsk, BSSR, Sowjetunion als Tazzjana Iljuschtschanka, belarussisch Таццяна Илюшцанка, englische Transkription Tatsiana Ilyushchanka) ist eine ehemalige iranische Leichtathletin, belarussischer Herkunft, die seit 2009 für Iran startberechtigt ist und sich auf das Kugelstoßen spezialisiert hat.

## Sportliche Laufbahn
Erste internationale Erfahrungen sammelte Leila Rajabi im Jahr 2002, als sie für Belarus startend bei den Juniorenweltmeisterschaften in Kingston mit einer Weite von 16,18 m den fünften Platz belegte. Im Jahr darauf erreichte sie bei den U23-Europameisterschaften in Bydgoszcz mit 13,70 m Rang 14 und 2005 wurde sie bei den U23-Europameisterschaften in Erfurt mit 16,49 m Siebte.
Seit 2009 startet sie für Iran und qualifizierte sich auf Anhieb für die Weltmeisterschaften in Berlin, bei denen sie mit 16,60 m in der Vorrunde ausschied. Anschließend siegte sie bei den Hallenasienspielen in Hanoi mit einem Stoß auf 17,07 m und gewann bei den Asienmeisterschaften in Guangzhou mit 16,71 m die Bronzemedaille hinter den Chinesinnen Gong Lijiao und Liu Xiangrong. Im Jahr darauf siegte sie bei den Hallenasienmeisterschaften in Teheran mit neuem Hallenrekord von 17,32 m und belegte bei den Asienspielen in Guangzhou mit 16,51 m den sechsten Platz. 2011 gewann sie dann bei den Asienmeisterschaften in Kōbe mit 16,60 m die Bronzemedaille hinter den Chinesinnen Meng Qianqian und Liu Xiangrong. Im Jahr darauf gewann sie bei den Hallenasienmeisterschaften in Hangzhou mit 17,51 m die Silbermedaille hinter Liu und schied anschließend bei den Hallenweltmeisterschaften in Istanbul mit 17,29 m in der Qualifikation aus. Zudem qualifizierte sie sich erstmals für die Teilnahme an den Olympischen Spielen in London, bei denen sie aber mit 17,55 m den Finaleinzug verpasste.
2013 gewann sie bei den Asienmeisterschaften in Pune mit neuem Landesrekord von 18,18 m die Silbermedaille hinter der Chinesin Liu Xiangrong und qualifizierte sich damit für die Weltmeisterschaften in Moskau, bei denen sie aber kurzfristig nicht starten konnte. Anschließend siegte sie bei den Islamic Solidarity Games in Palembang mit einer Weite von 17,02 m. Im Jahr darauf nahm sie erneut an den Asienspielen im südkoreanischen Incheon teil und gewann dort mit 17,80 m die Silbermedaille hinter der Chinesin Gong Lijiao. 2015 schied sie bei den Weltmeisterschaften in Peking mit 17,04 m in der Qualifikation aus und im Jahr darauf wurde sie bei den Hallenasienmeisterschaften in Doha mit 16,02 m Vierte. Sie qualifizierte sich ein weiteres Mal für die Olympischen Spiele in Rio de Janeiro, verpasste dort mit 16,34 m aber erneut den Finaleinzug. Daraufhin entschied sie, ihre aktive sportliche Karriere im Alter von 33 Jahren zu beenden.
2014 wurde Rajabi iranische Hallenmeisterin im Kugelstoßen.

## Persönliche Bestleistungen
- Kugelstoßen: 18,18 m, 6. Juli 2013 in Pune (iranischer Rekord)
  - Kugelstoßen (Halle): 18,01 m, 25. Februar 2006 in Minsk
  - Kugelstoßen (Halle): 17,60 m, 20. Januar 2012 in Teheran (iranischer Rekord)